# 第百七十三号哨戒特務艇
第百七十三号哨戒特務艇（だいひゃくななじゅうさんごうしょうかいとくむてい）は、日本海軍の特務艇（哨戒特務艇）。第一号型哨戒特務艇の67番艇。竣工3日後に沈没した。

## 艇歴

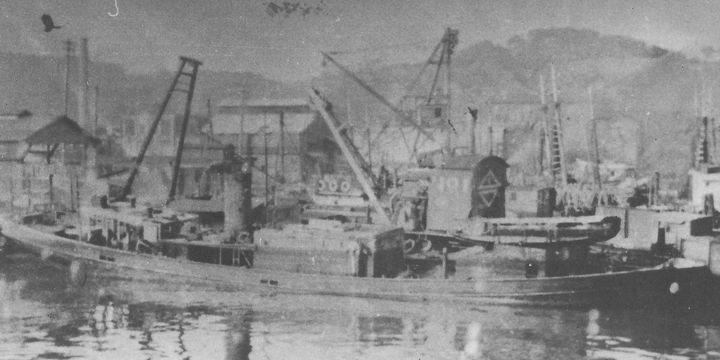
戦後撮影された第百七十三号哨戒特務艇

マル戦計画の特務艇、第2121号艦型の173番艇、仮称艦名第2293号艦として計画。1944年11月5日、第百七十三号哨戒特務艇と命名されて第一号型哨戒特務艇の63番艇に定められ、本籍を佐世保鎮守府と仮定。1945年1月29日、船体概成により徳島合同造船株式会社から呉海軍工廠へ引き渡し。3月26日竣工し、本籍を佐世保鎮守府に定められ、連合艦隊第二十二戦隊第一監視艇隊に編入。
3月29日、若松港で触雷し沈没した。5月18日浮揚し、林兼重工業彦島造船所岸壁に繋留された。
7月1日、第百七十三号哨戒特務艇は第一監視艇隊から削除され、本籍を佐世保鎮守府とした定めを解かれた。その後の空襲により被爆して艇橋を喪失し、上部構造物を露出した状態で沈没した。
1947年2月1日、行動不能艦艇（特）に定められた。11月22日、在東京アメリカ極東海軍司令部から日本に対し、本艇の解体が指令され、解体された。